# Комельская (Папулово)
Комельская — упразднённая в 1989 году деревня в Лузском районе Кировской области России. Входила в состав Папуловского сельсовета. Современная улица Комельская на западной окраине деревни Папулово.

## География
Расположена в северо-западной части области, в подзоне средней тайги, на расстоянии примерно 39 км на восток по прямой от райцентра города Луза.

### Климат
Климат характеризуется как умеренно континентальный, с холодной продолжительной зимой и прохладным коротким летом. Средняя температура воздуха самого холодного месяца (января) составляет −14,5 °C (абсолютный минимум — −52 °С); самого тёплого месяца (июля) — 16,7 °C (абсолютный максимум — 35 °С). Годовое количество атмосферных осадков — 638 мм, из которых 310 мм выпадает в период с мая по сентябрь. Период активной вегетации длится 120 дней.

## История
Известна к 1859 году как крупная деревня Комельское с 7 дворами, 47 жителями «Список населённых мест Вологодской губернии 1859 г.».
В 1989 году, согласно Решению Кировского облсовета № 343 от 10.07.1989, вошла в состав деревни Папулово, административного центра сельсовета.

## Население
По данным Всесоюзной переписи населения 1989 года проживали 10 человек, по 5 мужчин и женщин (Итоги Всесоюзной переписи населения 1989 года по Кировской области [Текст] : сб. Т. 3. Сельские населенные пункты / Госкомстат РСФСР, Киров. обл. упр. статистики. — Киров:, 1990. — 236 с. С.111).

## Инфраструктура
Личное подсобное хозяйство.

## Транспорт
Выезд на автодорогу 33Р-021. «Список населённых мест Вологодской губернии 1859 г.» описывал селение как стоящее «по торговой дороге из г. Устюга чрез заштатный г. Лальск в г. Устьсысольск»